# Sumbawa
Sumbawa er en indonesisk ø, lokaliseret i provinsen West Nusa Tenggara i det østlige Indonesien, med Lombok mod vest, Flores mod øst og Sumba længere mod sydøst.
Sumbawa er en ø på 15,448 km² (3 gange størrelsen af Lombok) med en befolkning på omkring halvanden million.
8°44′25″S 117°59′43″Ø / 8.7403°S 117.9953°Ø